# Johnson City (Kansas)
Johnson City è una città degli Stati Uniti d'America e capoluogo della contea di Stanton, situato nello Stato del Kansas.